# Rejon świsłocki
Rejon świsłocki (biał. Сві́слацкі раён, Świsłacki rajon, ros. Сви́слочский райо́н, Swisloczskij rajon) – rejon w zachodniej Białorusi, w obwodzie grodzieńskim.

## Geografia
Rejon świsłocki ma powierzchnię 1449,53 km². Lasy zajmują powierzchnię 704,83 km², bagna 92,90 km², obiekty wodne 9,05 km². Graniczy od północnego zachodu z rejonem brzostowickim, od północnego wschodu z rejonem wołkowyskim, a od południa z rejonem prużańskim obwodu brzeskiego. Na zachodzie przylega do granicy polsko-białoruskiej, granicząc z województwem podlaskim.

## Ludność

Rejon świsłocki w granicach obwodu białostockiego (1940-41 i 1944-45)

W 2009 roku rejon zamieszkiwało 19 539 osób, w tym 8 005 w miastach i 11 534 na wsi.

## Podział administracyjny
W skład rejonu wchodzą miasto Świsłocz, osiedle typu miejskiego Porozów oraz 7 następujących sielsowietów:
- Chaniewicze
- Dobrowola
- Niezbodzicze
- Nowy Dwór
- Porozów
- Świsłocz
- Werdomicze